# La Yeguada
La Yeguada (také Chitra-Calobre) je stratovulkán o nadmořské výšce 1297 metrů v provincii Veraguas v Panamě.
Mohutný vulkanický komplex se nachází severně od poloostrova Azuero.